# Совнарком (пароход)
«Совнарком» («Братья Мельниковы», «Кормилец») — двухпалубный колёсный пассажирский пароход.

## Описание парохода
Колёсный пассажирский пароход, первый в России пароход с электрическим освещением и паровым штурвалом. Впоследствии был переделан в 2-этажный с улучшенной планировкой. Длина судна составляла 51,82 метра, ширина без обносов — 6,4 метра, с учётом обносов — 13,03 метра, осадка от 0,84 до 1,24 метра, дедвейт — 109 тонн. На пароходе была установлена паровая машина системы «Compound» мощностью 200 индикаторных лошадиных сил, в качестве топлива использовались дрова, расход которых составлял 1,7 кубометров в час. Судно было способно перевозить до 19 пассажиров в каютах первого класса, до 19 человек в каютах второго класса и до 95 человек в каютах третьего класса, а экипаж составлял 25 человек. Пароход был способен развивать скорость до 20 верст в час.

## История
Пароход «Кормилец» был построен на заводе Пирсон и Гуллет в Тюмени для пароходства Е. И. Мельниковой. Первый рейс совершил 20 июня 1893 года из Тюмени в Томск. В том же году совершал плавания по маршруту Томск — Бийск, а в 1895 году — Томск — Тюмень, на линии Томск — Новониколаевск — Бийск. В 1906 году использовался для прогулочных рейсов выходного дня по маршруту Новониколаевск — Бердск.
В августе 1917 года совместно с пароходом «Тюмень» сопровождал из Тюмени в Тобольск пароход «Русь». На пароходе «Русь» находился император Николай II с семьёй, а пароходы сопровождения доставляли багаж императорской семьи.

### Крушение
8 мая 1921 года, пароход «Совнарком» вышел по Оби из Барнаула по направлению в Томск с грузом зерна и, по различным данным, от 225 до 400 пассажиров на борту. В 10 мая 1.30 по местному времени пароход подошёл к железнодорожному мосту через Обь. После столкновения с четвёртой опорой моста, судно разломилось пополам и в течение 5 минут затонуло в 500 метрах ниже моста по течению. Точное число погибших в результате кораблекрушения неизвестно, спаслось менее 100 человек. Несмотря на то, что спасательные работы начались незамедлительно, многие пассажиры парохода погибли от переохлаждения.
В 1940-х годах с затонувшего парохода был срезан и поднят котёл, который был установлен в котельной Затона. В середине 1970-х годов, после начала интенсивной добычи песка из русла реки, затонувшее судно стало мешать судоходству и было огорожено буями, а в 1984 году русло было полностью очищено от затонувшего парохода.